# Center for Countering Digital Hate
Le Center for Countering Digital Hate (CCDH) est une organisation non gouvernementale à but non lucratif qui cherche à lutter contre la désinformation en ligne. Elle possède des bureaux à Londres et à Washington.
L'organisation date sa fondation en décembre 2017, bien que la société, Center for Countering Digital Hate Ltd, n'ait été constituée qu'en octobre 2018. Les objectifs déclarés de l'organisation sont « de renforcer les communautés et la démocratie en perturbant la haine identitaire et la désinformation dangereuse dans les espaces numériques ». Il préconise que les « grandes entreprises technologiques » américaines telles que YouTube, Facebook, Amazon, Twitter, Instagram et Apple cessent de fournir des services aux personnes qui, selon elles, prêchent la haine et la désinformation, afin de perturber les communications, le recrutement et la désinformation de ces individus et de leurs organisations. Le CCDH a mené avec succès un certain nombre de campagnes de haut niveau pour perturber les activités des antisémites, des néo-nazis, des anti-vaccins et des négationnistes du changement climatique, obtenant plusieurs appuis de célébrités pour leurs campagnes. L'organisation est membre de la coalition Stop Hate For Profit et de la coalition Change the Terms. Depuis le 4 mai 2020, la campagne Stop Funding Fake News est devenue un projet du CCDH.

## Histoire
En mars 2021, elle alerte que 73 % des publications anti-vaccins contre la Covid-19 de Facebook proviennent de douze utilisateurs.

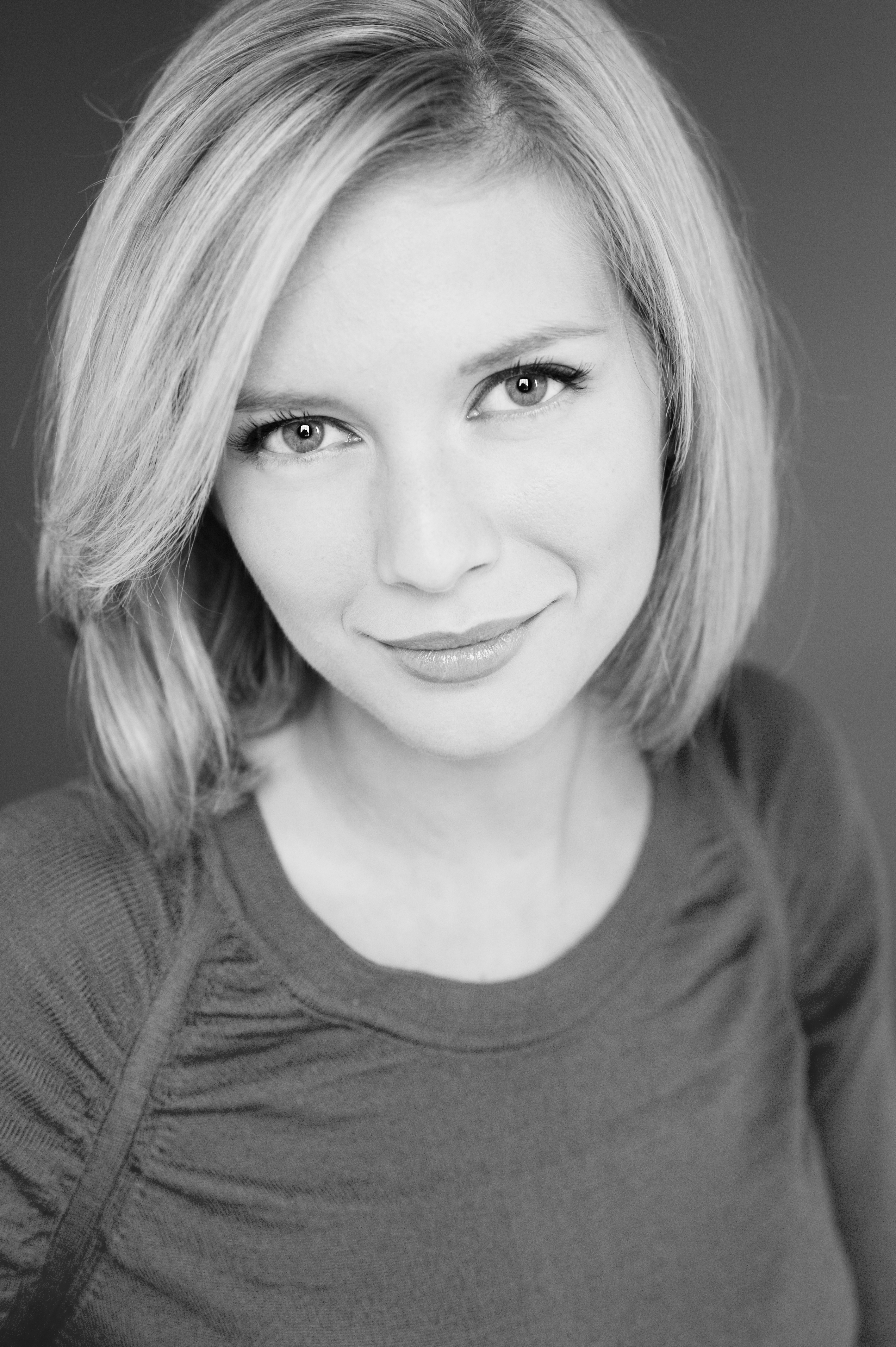
Rachel Riley et le CCDH ont fait pression sur les « grandes entreprises technologiques » pour qu'elles boycottent George Galloway et Katie Hopkins.

Le 1er aout 2023, Twitter poursuit en justice l'ONG après la publication de plusieurs articles détaillant des défaillances dans la modération de la plateforme. Un juge fédéral rejette la plainte de l'entreprise le 25 mars 2024.